# Saarländisches Landestheater

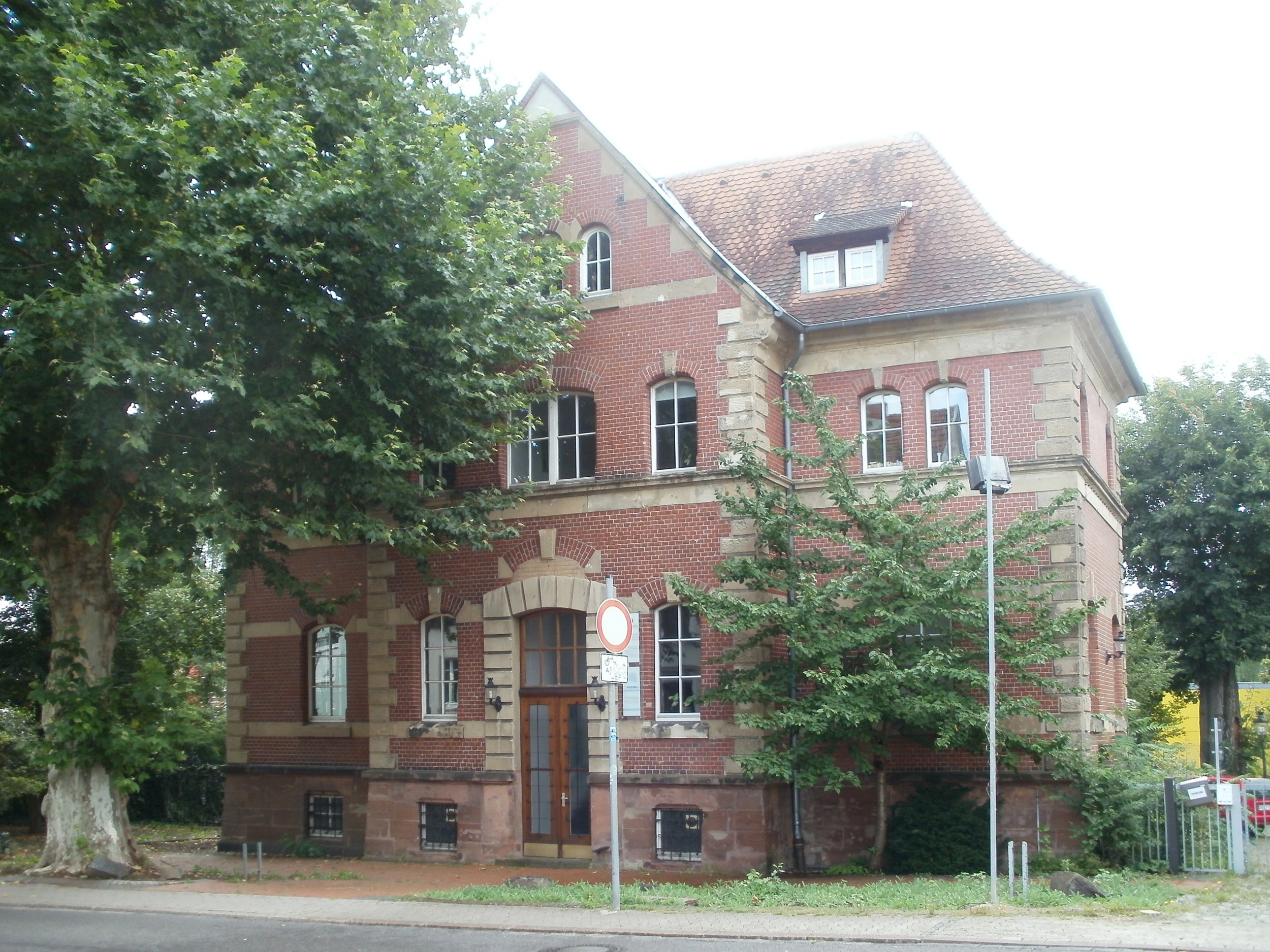
Das Gebäude in der Saarbrücker Scharnhorststraße 10 war lange Spielstätte des Theaters.

Das Saarländische Landestheater (SLT) war ein Theater in Saarbrücken.

## Geschichte
Das SLT wurde 1949 als staatlich bezuschusste Wanderbühne ohne eigenes Haus gegründet. In der Saison 1958/59 bekam es seine feste Spielstätte mit 100 Plätzen in der Saarbrücker Scharnhorststraße 10. Ab 1961 wurde das SLT finanziell ganz vom Saarland getragen. Nach einer stetigen Weiterentwicklung zählte das kleine Theater 1965 mit sieben Produktionen und ca. 300 Aufführungen pro Jahr 120.000 Besucher. Im Jahr 1974 wurde Karlheinz Noblé Intendant des Theaters. Neben den Aufführungen im eigenen Haus fanden zahlreiche Gastspiele im Saarland, Rheinland-Pfalz, aber auch Luxemburg statt. Das Jahresbudget betrug zuletzt 2,3 Millionen D-Mark.
1988 endete die Intendanz von Karlheinz Noblé und das Theater verlor seine Selbstständigkeit. Trotz Protesten und Demonstrationen wickelte die SPD-Landesregierung das Theater ab und gliederte es dem Saarländischen Staatstheater an. Es erhielt den Namen „Kleines Haus“. Im Jahr 1991 wurde es in „Theater Arnual“ umbenannt. Im Zuge der von der SPD-Landesregierung verordneten Sparauflagen für das Saarländische Staatstheater wurde die Spielstätte „Theater St. Arnual“ 2005 endgültig geschlossen.